# Stay (Monika-Linkytė-Lied)
Stay, auch Stay – ČIŪTO TŪTO, ist ein Lied der litauischen Sängerin Monika Linkytė. Mit dem Titel vertrat sie Litauen beim Eurovision Song Contest 2023 in Liverpool.

## Hintergrund
Der Song wurde von Monika Linkytė mit Krists Indrišonoks und Jānis Jačmenkins geschrieben und von Krists Indrišonoks produziert. Es handelt sich um einen Popsong mit einem Klavierintro und einigen weiteren balladesken Klavierpassagen sowie einem Gospel-inspirierten Hintergrundgesang. Anklänge an die Musik des Musicals König der Löwen sind zu hören. Einige Textzeilen sind in litauischer Sprache. Inhaltlich wurde der Song als eine „Hymne von Schmerz und Heilung“ beschrieben.
Stay wurde offiziell am 14. Februar 2023 veröffentlicht. Linkytė gewann mit dem Lied die litauische Vorentscheidung Pabandom iš naujo! 2023 am 18. Februar 2023, am 28. Januar war es im Wettbewerb erstmals aufgeführt worden. Der Song bekam von der Jury die meisten Punkte, von den Zuschauern die zweitmeisten. Sie schlug damit die große Favoritin Ruta Mur knapp.

## Rezeption
In den litauischen Charts erreichte der Titel Platz fünf.

### Chartplatzierungen
| ChartsChartplatzierungen | Höchstplatzierung | Wochen |
| ------------------------ | ----------------- | ------ |
| Litauen (AGATA)          | 5 (2 Wo.)         | 2      |

## Beim Eurovision Song Contest
Litauen nahm mit dem Titel am 67. Eurovision Song Contest teil, der vom 9. bis 13. Mai 2023 stattfand. Stay wurde dem zweiten Halbfinale zugelost, startet dort an vorletzter Stelle und qualifizierte sich mit 110 Punkten und dem vierten Platz für das Finale. Mit der Startnummer 22 im Finale erhielt der Song insgesamt 127 Punkte von der Jury und den Zuschauern und erreichte damit den elften Platz.